# 日置市立吹上中学校
日置市立吹上中学校（ひおきしりつ ふきあげちゅうがっこう）は、鹿児島県日置市吹上町中原にある市立中学校。

## 概要
日置市が誕生する以前は、吹上町立吹上中学校という名称で、吹上町唯一の中学校であった。平成26年6月14日現在の生徒数は205名で、各学年2学級である。

## 沿革
- 1947年（昭和22年） - 学制改革が行われたのに伴い、以下の2校及び伊作中学校の2分校が開校。
  - 伊作町立伊作中学校
    - 伊作町立伊作中学校平鹿倉分校[1]
    - 伊作町立伊作中学校藤元分校[2]

  - 永吉村立永吉中学校
- 1954年（昭和29年） - 伊作中学校の分校である平鹿倉、藤元の各分校が独立し、伊作町立平鹿倉中学校、伊作町立藤元中学校となる[1][2]。
- 1955年（昭和30年） - 伊作村と永吉村が合併し吹上町となったのに伴い、それぞれ伊作村立、永吉村立から吹上町立に改称。
- 1977年（昭和52年） - 吹上町立伊作中学校、吹上町立藤元中学校、吹上町立平鹿倉中学校、吹上町立永吉中学校を統合し、吹上町立吹上中学校を設置[3]。
- 2005年（平成17年） - 吹上町が伊集院町などと新設合併し日置市となったのに伴い、日置市立吹上中学校に改称。

## 通学区域
吹上中学校の通学区域は旧吹上町の全域となっており、現在の日置市吹上町今田、吹上町入来、吹上町小野、吹上町花熟里、吹上町田尻、吹上町中之里、吹上町中原、吹上町永吉、吹上町湯之浦、吹上町与倉、吹上町和田の全域が校区となっている。